# Earth
Az Earth amerikai drone/doom metal zenekar. 

## Története
1989-ben alakultak a washingtoni Olympiában. Nevüket a Black Sabbath korábbi nevéről vették át. Korai nagylemezeik a drone metal műfajába tartoznak, későbbi albumaikon viszont instrumentális pszichedelikus rock ihletettségű zene hallható. Dalaikban ritkán éneklés is hallható. Az Earth-öt sokan a drone metal atyjának, megalkotójának tartják, és ezért nagy népszerűséget ért el. 1997-ben feloszlottak, majd 2003-ban újjáalakultak. A legelső nagylemezük (amely ironikusan az Earth 2 címet viseli) számít a drone-doom metal műfaj alapkövének. Az 1998-ban alakult Sunn O))) (ejtsd: mint a "sun" szót) is az Earth-öt jelölte meg fő zenei hatásaként, illetve a név is szójáték az Earth nevével (earth = föld, sun = nap). Lemezkiadóik: Sub Pop, No Quarter Records, Or Records, Southern Lord Records, Blast First, Mute Records.
Az Earth 2: Special Low Frequency Version album címe továbbá szójáték: a kettes szám egy "második Földet" hivatott jelezni, a "low frequency version" pedig ennek a második Földnek a zenéjére utal. Az "Earth 1" a rendes Föld, a bolygó, amin élünk. Ugyanezen logika alapján a második albumuk a "Phase 3" címet viselte. A harmadik stúdióalbumuk, a "Pentastar: In the Style of Demons" volt az utolsó albumuk, amely ezen logika alapján készült (annak ellenére, hogy ez az album a harmadik nagylemezük volt, a diszkográfiájukban azonban az ötödik lemez volt, hiszen a "Sunn Amps and Smashed Guitars" című koncertalbum volt a negyedik kiadványuk).
Magyarországon eddig egyszer koncerteztek, 2015-ben, az A38 Hajón.

## Tagok
Jelenlegi tagok
- Dylan Carlson - gitár
- Adrienne Davies - dobok

Korábbi tagok
- Don McGreevy - basszusgitár
- Bill Herzog - basszusgitár
- Brett Netson - gitár

## Diszkográfia

### Stúdióalbumok
- Earth 2: Special Low-Frequency Version (1993)
- Phase 3: Thrones and Dominions (1995)
- Pentastar: In the Style of Demons (1996)
- Hex, or Printing in the Infernal Method (2005)
- The Bees Made Honey in the Lion's Skull (2008)
- Angels of Darkness, Demons of Light I (2011)
- Angels of Darkness, Demons of Light II (2012)
- Primitive and Deadly (2014)
- Full Upon Her Burning Lips (2019)[2]